# Maria Alexandrovna Hartung
 (mars 2021).
Si vous disposez d'ouvrages ou d'articles de référence ou si vous connaissez des sites web de qualité traitant du thème abordé ici, merci de compléter l'article en donnant les références utiles à sa vérifiabilité et en les liant à la section « Notes et références ».
Maria Alexandrovna Hartung, née Pouchkina en 1832 à Saint-Pétersbourg et morte en 1919 à Moscou, est la fille aînée d'Alexandre Pouchkine et de Natalia Nikolaïevna Gontcharova.

## Biographie
Maria Alexandrovna Pouchkina est née le 19 (31) mai 1832 à Saint-Pétersbourg, rue Fourchtatskaïa, dans la maison des Alimov.
Elle est baptisée le 7 juin dans la cathédrale Saint-Serge, aujourd'hui disparue. Le prénom de l'enfant est choisi en l'honneur de la défunte grand-mère d'Alexandre Sergueïevitch, Maria Alexeïevna Hannibal.
Elle reçoit une instruction à domicile et, à neuf ans, elle parle, écrit et lit couramment l'allemand et le français. C'est une enfant énergique qui se chamaille avec ses jeunes frères et participe à leurs jeux. Elle poursuit son instruction au sein d'un institut réservé à l'élite. Ce n'est ensuite pas tant sa beauté qui surprendra qu'une sorte de grâce associant de façon originale les traits de son père et de sa mère. 
À sa sortie de l'institut en décembre 1852, elle est nommée demoiselle d'honneur de l'impératrice Maria Alexandrovna, épouse d' Alexandre II .
En avril 1860, à l'âge de 28 ans, elle épouse Leonid Nicolaïevitch Hartung (1834-77), major-général, directeur des haras impériaux de Toula et Moscou. Accusé à tort de détournements de fonds, il se suicide lors du procès en laissant un message : « je n'ai rien volé et pardonne à mes ennemis ». La mort de son époux est un choc pour la jeune femme qui écrit à sa famille :
« Dès le début du procès, j'étais convaincue qu'il n'était pas coupable des horreurs dont on l'accusait. J'ai vécu dix-sept ans avec lui, je connaissais ses défauts, nombreux. Mais il était bon et foncièrement honnête. Il a pardonné à ses ennemis en mourant. Pas moi » (extrait d'une lettre de M.A. Hartung à I.N. et E.N. Gontcharov, 24 octobre 1877).
Dostoïevski commente ainsi ces événements : « Le sort tragique de cet honnête homme, qui était innocent, était de nature à susciter la plus grande sympathie... et l'exemple de son procès pourrait servir à faire barrage au vice. Mais il est peu probable que tel ait été le dessin de la déesse aveugle qu'est la destinée lorsqu'elle l'a frappé. »
M.A. Hartung est sans enfants. À la mort en 1875 de Sophia Alexandrovna, née Lanskoïa, première épouse de son frère Alexandre, elle s'occupe des enfants orphelins. Elle reste alors souvent avec ses demi-sœurs Lanskoï.
Maria Alexandrovna contribue activement à entretenir le souvenir de son père. Ainsi, en 1880, est-elle présente aux côtés de ses frères et sœurs lors de l'inauguration du monument érigé en sa mémoire. Pendant de nombreuses années, elle se rendra rue Tverskaïa pour se recueillir des heures durant, assise au pied de la statue. Le poète russe Nicolaï Dorizo (1923-2011) rendra hommage à sa fidélité dans un poème émouvant.
Jusqu'en 1910, Maria Alexandrovna gère la bibliothèque municipale, aujourd'hui  salle A. S. Pouchkine. Elle finit par renoncer à cette activité en raison de son âge et de sa mauvaise santé.
Les efforts du premier commissaire du peuple à l'éducation, Anatoli Lounatcharski, pour que lui soit attribuée une pension en 1918, n'aboutiront pas assez vite pour éviter qu'elle ne meure dans le dénuement en mars 1919.
Elle est enterrée au nouveau cimetière du monastère Donskoï .

## Anna Karénine
Maria Alexandrovna fait la connaissance de Léon Tolstoï en 1868, chez le général Touloubiev. Cette rencontre inspire l'écrivain. La belle-sœur de Tolstoï, T.A. Kouzminskaïa, écrit dans un ouvrage intitulé Ma vie à Iasnaïa Poliana : « après qu'il lui eut été présenté, Lev Nikolaïevitch s'assit à ses côtés, à la table de thé. Il s'est inspiré non de son caractère ou de sa vie, mais de son apparence pour le personnage d'Anna Karénine. Il l'a lui-même admis ». Dans la section portant sur ce roman de Tolstoï est présenté, au musée d'État consacré à l'écrivain, un portrait de Maria Alexandrovna réalisé par Ivan Kouzmitch Makarov en 1860. Elle est représentée avec un collier de perles ayant appartenu à sa mère et une guirlande de fleurs dans les cheveux, évoquant effectivement la description d'Anna dans le roman.